# Matthew McGrory
Matthew McGrory (17. maj 1973 – 9. august 2005) var en amerikansk skuespiller, der var kendt for sin store højde. Med sin højde på 2,29 m havde han Guinness World Records for højeste skuespiller og længste tå.